# ドラゴンズヘブン
『ドラゴンズヘブン』（DRAGON'S HEAVEN）は、小林誠の漫画、及び漫画を原作として制作されたOVA。

## あらすじ
西暦2984年、宇宙に移民した人類と地球上で増殖した機械生命との戦いは、機械生命側が最終兵器・イルルニュを建造したことで熾烈を極めていた。地球に降下した人類側の自律ロボット兵器・シャイアンはイルルニュの破壊に成功するが、高位クラスの機械生命体・エルメダインによってパートナー・キト松本を失い、脱出を断念して地上で眠りに就いた。
1000年後、付近を通りかかった天津甘栗好きの少女・イクールに反応して目覚めたシャイアンは、城塞都市ケルトリアと帝国ブラジルとが戦争状態にあること、ブラジル軍の指揮官が宿敵エルメダインであることを知り、イクールと共にケルトリアの傭兵となる。一方、シャイアン復活を知ったエルメダインも配下の機械生命体を復活させ、出撃する。ここに、1000年の時を経て人間機械と機械生命との最終決戦が始まった。

## キャラクター
声優名はOVA版のもの。
シャイアン
声 - 家弓家正
本作の主人公である人類側の自律ロボット兵器。高度な思考判断能力を持ち、喫煙を堪能したり飲み物を摂取など人間のような行動を取る、「人間機械」。右肩のコクピットに人間のパートナーが乗り込むことで、100%以上の能力を発揮する。強力なビームガン「竜の火」を使用する他、全身に各種火器を内蔵している。
イクール
声 - 皆口裕子
人間の少女。シャイアンの新たなパートナーとなる。メカや兵器の扱いに長けている。計算高い現代っ子。
エルメダイン
声 - 富山敬
高位クラスの機械生命体で、シャイアンの宿敵。肩幅にも及ぶ横長の頭部ユニットが特徴。1000年後は帝国ブラジルの将軍となっており、人間を見下している。
ガンプ
エルメダインの配下にある機械生命体。下半身がスカート状のホバー走行装置になっている。
デザインはテレビアニメ『機動戦士Ζガンダム』に登場するモビルスーツ、バウンド・ドックの原型に流用され、OVA版ではそのリファイン版のデザインが再流用されている。
キト松本
人間。かつてシャイアンのパートナーだったが、エルメダインに狙撃されて死亡した。
イルルニュ
機械生命体側が建造した、太陽に陽子ビームを撃ち込んで新星へ変化させることで生命を死滅させる目的を持つ、最終兵器。制御コンピュータには、演算素子として無数の人間の脳髄が使用されている。
オリオニス
声 - 郷里大輔
メッセンジャー
声 - 有本欽隆
騎士
声 - 青森伸
兵士①
声 - 小野健一
兵士②
声 - 佐藤浩之
兵士③
声 - 掛川裕彦
兵士④
声 - 梅津秀行

## 制作背景
最初にシャイアンが世に出たのは、モデルアート社から刊行された作品集『ハイパーウェポン』においてであった。人類と機械生命体との戦いを背景にシャイアンとキト松本の物語が描かれており、シャイアンとエルメダインの立体造形も掲載されている（ただしエルメダインは製作時間の都合で、かなりデザインが異なる）。この際にプラモデル化の企画もあったが、流れている。
その後、1000年後を舞台にしたシャイアンとイクールの物語が1986年以降に模型雑誌などに掲載され、1987年に朝日ソノラマから単行本にまとめられた。更に日本出版社から発行されたOVA版資料本『アート・オブ・ドラゴンズヘブン』には、シャイアン達のブラジル侵攻を描いた完結篇コミックが掲載されている。なお、OVA版オープニングには小林自ら製作した実写版シャイアンが登場しているが、これは全高が2m近くもあり、ラジコンで各部が動作する物であった。
ちなみに小林本人によると、シャイアンは同人誌から始まって最終的にアニメ化に至った「幸運の遺伝子を持ったロボット」とのことである。
帝国ブラジルは、小林お気に入りの映画『未来世紀ブラジル』が元ネタ。
2007年2月にモデルアート社より発行された『ハイパーウェポン2007』には、20年振りにシャイアンとイクールの登場する新作漫画が掲載された。また、翌年の『ハイパーウェポン2008』には新たなエンディングストーリー（漫画ではない）が掲載されている。

## OVA版
1988年2月25日に、東芝EMIより発売された。2002年には、同社よりDVDが発売された。

### スタッフ
- 原作、監督 - 小林誠
- 脚本 - 鴻上育世
- 演出 - 福本潔
- キャラクターデザイン - 平野俊弘
- メカニックデザイン - 小林治
- 作画監督 - 斉藤格
- メカニック作画監督 - 大平晋也
- OPアニメーション - 山下将仁
- 原図整理 - 高山文彦
- 美術監督 - 中野一朗
- 撮影監督 - 小沢次雄
- 音楽 - 岩崎文紀、増田隆宣、増崎孝司
- 音響監督 - 本田保則
- プロデューサー - 田崎廣、三浦亨
- 製作 - 藤田純二
- アニメーション制作 - アートミック、AIC

### 主題歌
「明日を抱きしめて」
作詩（記載ママ） - 星野今日子 / 作曲 - 片山圭司 / 編曲 - 増田隆宣 / 歌 - 坪倉唯子

### イメージソング
「DANCIN' WITH A HEARTACHE」
作詩（記載ママ） - 星野今日子 / 作曲 - 坪倉唯子 / 編曲 - 中島正雄 / 歌 - 坪倉唯子

## ゲーム
本作を題材とする戦闘級ウォー・シミュレーションゲーム「竜の騎士シャイアン」シリーズが、『ゲームグラフィックス』誌の付属ゲームとして合計三作掲載されている。
設定によるとシャイアンシリーズは制御用に人間の脳を組み込んだ人型戦闘機械で、戦闘中に「発狂」する可能性がある以外は、極めて優秀なマシンであると解説されている。